# 英国铁路91型电力机车
英国铁路91型电力机车（英語：British Rail Class 91）配置6300马力（4700千瓦），'时速可达到225公里（140英里）。1980年代后期，英国铁路计划在東海岸主線使用动力集中式高速动车组InterCity 225提供既有线提速高速列车服务，英国铁路91型电力机车为InterCity 225的动力车，InterCity 225一端为英国铁路91型电力机车，另一端为带有驾驶室的无动力车厢DVT，司机可以在任何一端控制列车。该型车不同一般的设计：驱动电机安装在车厢底部，通过万向节驱动转向架上的变速箱，变压器装在车轴弹簧之上，因此车厢空间相对其他同时代机车较大。大多数这些设计都是来自APT-P的研究成果。

## 历史
1985年，瑞典通用电机公司（ASEA），英国布鲁斯机车公司（Brush）和英国通用电气公司GEC展开投标竞争，最后的通用动力胜出。1988－1991，由分包商英国铁路机车工厂进行制造。产品分两个批次交货。第一批10台和第二批的21台，被纳入英国铁路的车队。英国铁路公司和通用电气将91型机车宣扬为源自“先进客车”计划的“Electra